# 遠藤盛數
遠藤盛数（日语：／ Endō Morikazu，—1562年11月10日）是日本戰國時代武將，美濃國首任八幡城主，通稱六左衛門，遠藤胤好的次子，長子是遠藤慶隆，女兒是山內一豐正室見性院，妻子是東常慶之女。

## 生涯
出身自美濃國郡上郡（現岐阜縣郡上市）支配者東氏一族的盛數是木越城主遠藤胤緣之弟。
天文9年（1540年），胤緣之孫（遠藤胤重之子）和田五郎左衛門以小多良鄉和田會津（現岐阜縣郡上市內）為據點坐大，宗家當主篠脇城主東常慶認為受到威脅，盛數便與其兄胤緣（胤重之父）一同暗殺五郎左衛門。
同年8月，越前的朝倉義景進攻郡上，盛數聽從兄長胤緣與宗家的常慶，決意迎戰，朝倉軍在9月3日攻擊篠脇城期間，盛數便率兵從背後突擊並且重創朝倉軍。
天文21年（1552年），常慶唯恐東氏一族福野城主河合七郎的勢力坐大，盛數便奉命突襲福野城並且消滅七郎一族。其後，原本與兄長一同居住於木越城的盛數，獲得七郎的領地下川筋（現郡上市美並町），及後建造了鶴尾山城。
由於常慶之子東常堯惡貫滿盈，因此盛數後來入贅於東氏成為其養子，並且在弘治年間繼承家督之位。另一方面，原本也計劃常堯會迎娶胤緣之女，但是胤緣認為常堯品性不佳而未有同意，改為將女兒許配給畑佐六郎右衞門。對此感到憤怒的常堯在永祿2年（1559年）8月1日胤緣造訪東殿山城期間，命家臣長瀬內膳以鐵砲將其射殺。本來就計劃取代宗家之位的盛數得悉此事後，以吊弔兄長為由，召集郡內眾人在8月14日出陣。另一說法則是盛數得到飛驒的三木賴綱的支援，並且在八幡山山頂佈陣，經歷約10日的攻防戰後，盛數最終攻下東殿山城，成功消滅常慶勢力。後來盛數在八幡山上建立八幡城。
胤緣之子遠藤胤俊繼承木越城主後，盛數將所領與其平分，後來兩家統稱「兩遠藤」。兩遠藤後來臣服於稻葉山城主齋藤龍興，永祿4年（1561年）織田信長進攻西濃，盛數與關城主長井道利聯手，在森部（現安八郡安八町）抵擋織田氏。翌年10月14日（1562年11月10日），盛數在井之口（現岐阜市內）死去，家督之位由其子後來成為郡上藩首任藩主的遠藤慶隆。